# Żółwie morskie
Żółwie morskie (Cheloniidae) – rodzina żółwi z podrzędu żółwi skrytoszyjnych.

## Charakterystyka
Osobniki osiągają długość od 58 do 140 cm i masę ciała do 500 kg. Karapaks jest normalnie wykształcony, plastron trochę zredukowany, na końcu szczęki nie mają dzioba. Pancerz jest dość płaski, opływowy i pokryty w całości dużymi, rogowymi płytami. Pomiędzy kostnymi płytami (w obu częściach) występują szerokie szczeliny wypełnione włóknistą skórą, dzięki czemu pancerz waży znacznie mniej, nie tracąc przy tym swej wytrzymałości. Wszystkie kończyny przekształcone w szerokie, płaskie wiosła (przy czym przednie są silniejsze niż tylne). Pływają, zamaszyście uderzając przednimi odnóżami pływnymi niczym ptaki skrzydłami. Tylne odnóża pływne działają jak stery w łodzi, utrzymując lub zmieniając kierunek. To jedyne żółwie, które nie mogą wciągnąć głowy, nóg i ogona do skorupy.
Często u żółwi morskich wychodzących na ląd w celu złożenia jaj obserwuje się wydzielinę z oczodołu. Wydaje się, że żółwie płaczą. W rzeczywistości żółwie, jak inne gady czy też ptaki żyjące w środowisku morskim, posiadają gruczoł solny. Gruczoł ten odpowiedzialny jest za wydalanie z organizmu nadmiaru soli.

## Występowanie
Gatunki należące do tej rodziny odnotowywane są we wszystkich ciepłych i o umiarkowanej temperaturze morzach i oceanach świata. Całe życie spędzają w wodzie, a jedynie samice na krótki czas wychodzą na ląd w celu złożenia jaj. Większość życia spędzają na otwartych wodach, a jedynie od czasu do czasu są spotykane w pobliżu raf.

## Cechy fizyczne i nawyki żywieniowe
Poszczególne gatunki znacznie różnią się od siebie rozmiarem, jednakże istnieją podobieństwa w diecie i środowisku. Większość żółwi morskich jest mięsożernych i preferuje ciepłe, przybrzeżne środowiska morskie. Dorosłe i młode żółwie oliwkowe (Lepidochelys olivacea) są w większości pelagiczne (tj. zamieszkują otwarty ocean), ale często spotykane są też w rejonach przybrzeżnych, takich jak zatoki i ujścia rzek. Żółw oliwkowy i jego krewny, żółw zatokowy (L. kempii), są małe i mają szerokie, zaokrąglone karapaksy. W wieku dorosłym oba gatunki mają karapaksy o długości około 58–78 cm. Są głównie mięsożerne i zjadają szeroką gamę skorupiaków i mięczaków.
Dorosłe żółwie karetta (Caretta caretta) i żółwie jadalne (Chelonia mydas) mają karapaksy o długości od 0,9 do 1,2 metra. Karetta jest mięsożerna i preferuje przybrzeżne środowiska morskie. Ma proporcjonalnie największą głowę z żółwi morskich; ta cecha może być adaptacją zwiększającą siłę jego szczęki w celu zmiażdżenia skorup dużych mięczaków, takich jak zwójki. Żółw jadalny występuje w ciepłych wodach przybrzeżnych na całym świecie; jednak, w przeciwieństwie do innych żółwi morskich, jest on głównie roślinożerny i żywi się algami lub trawami morskimi.

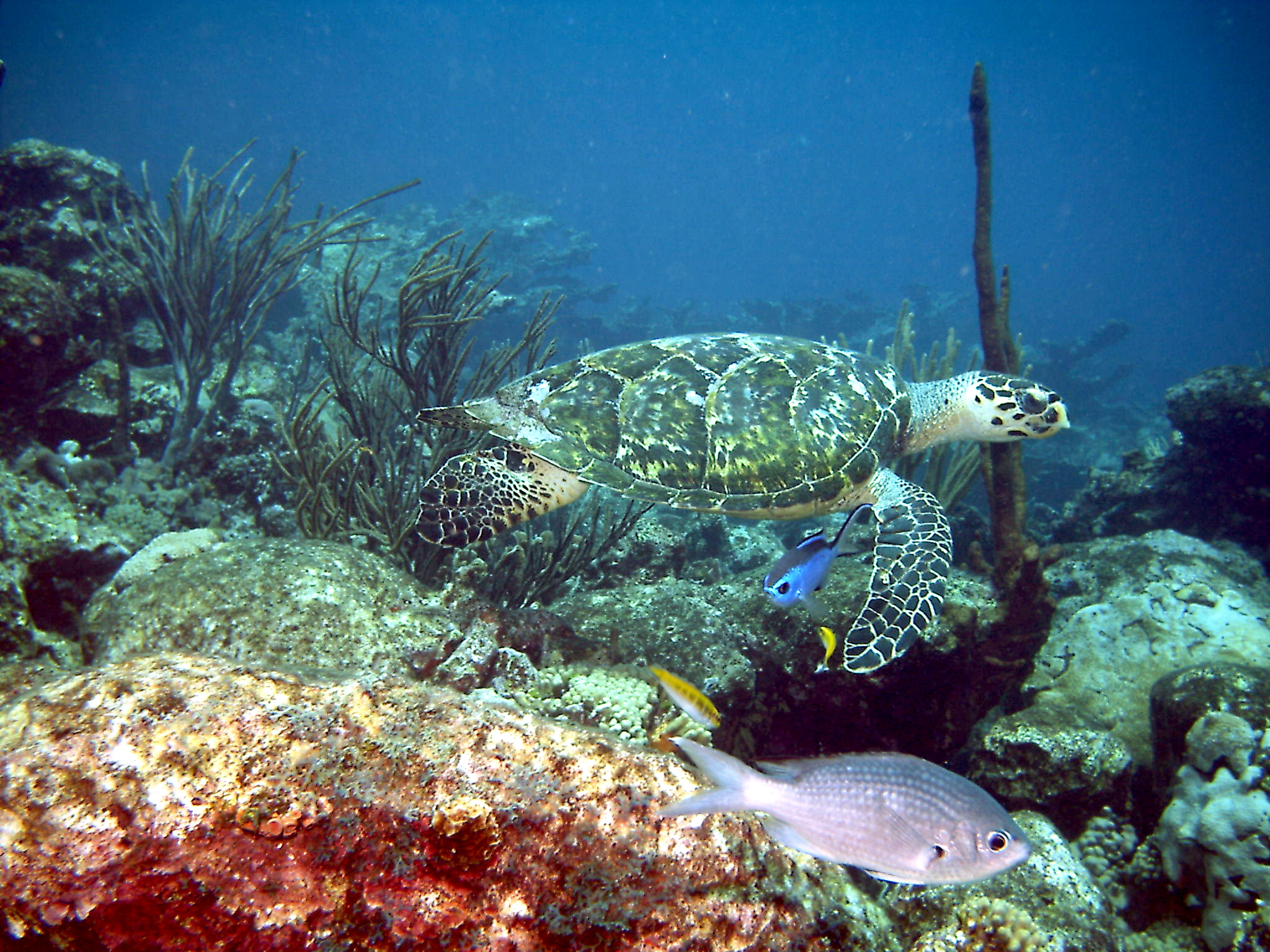
Żółw szylkretowy (Eretmochelys imbricata)

Żółw szylkretowy (Eretmochelys imbricata) jest przeważnie gatunkiem tropikalnym i często występuje w siedliskach raf koralowych, gdzie żeruje na gąbkach i różnych innych bezkręgowcach. Żółw natator (Natator depressus) występuje na morzach między Australią a Nową Gwineą; żywi się również różnymi bezkręgowcami. Karapaksy dorosłych obu gatunków mają od 90 do 100 cm.

## Ekologia

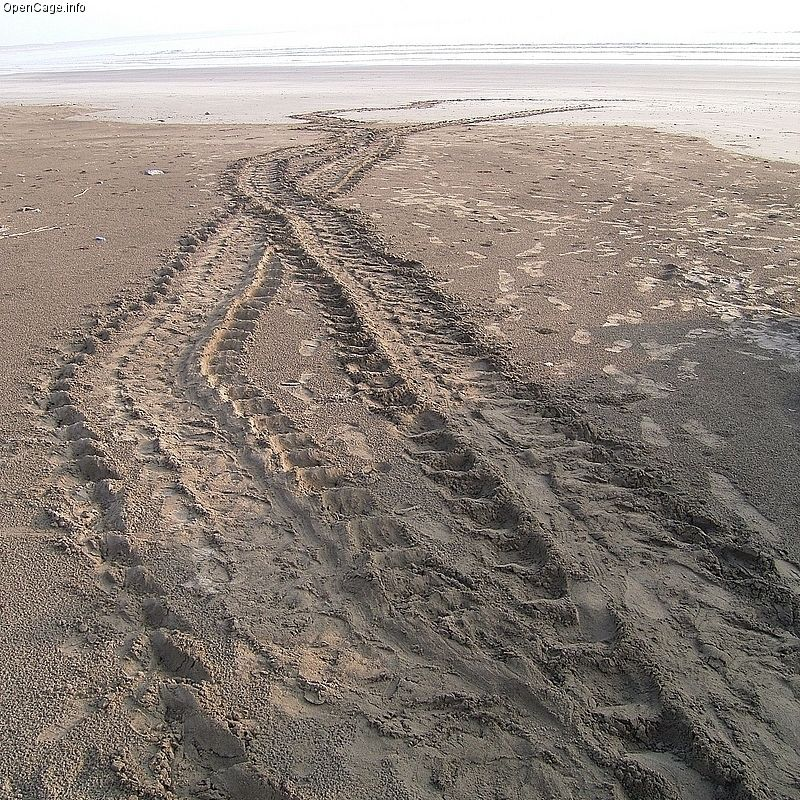
Ślady żółwia karetta

PokarmPoszczególne gatunki różnią się między sobą upodobaniami pokarmowymi. Żółwie karetta jedzą gąbki, żółwie zatokowe jedzą krewetki i kraby. Żółwie jadalne (Chelonia mydas) jedzą morską roślinę z rzędu trawiastych Thalassia testudinum i algi. Żółwie morskie zjadają całą rozmaitość bezkręgowców oceanu. Ogólnie na ich pokarm składają się meduzy, wodorosty, kraby, krewetki, ukwiały, skorupiaki, mięczaki w tym ślimaki, algi, gąbki i ryby. Ponieważ nie mają zębów używają potężnych dziobatych szczęk aby rwać, gnieść i ciąć na strzępy pokarm. Mniejsza zdobycz jest zwykle połykana w całości.
ZachowanieMorskie żółwie większość życia spędzają samotnie, chociaż od czasu do czasu zbierają się w duże stada, jeśli gdzieś występuje nagromadzenie pożywienia. Mogą spać przy powierzchni wody, jak i w razie potrzeby ukryć się na dnie wśród przybrzeżnych skał. Małe żółwiki śpią płynąc przy powierzchni, zwykle mając przednie odnóża pływne podniesione nad grzbiet. Kiedy podrosną, wracają do zatok, ujść raf koralowych, by tam żyć. Mogą zanurkować nawet poniżej 1000 m i nie wypływać dla zaczerpnięcia oddechu do 3 godzin. Żółwie jadalne (Chelonia mydas) mogą pozostawać pod wodą nawet pięć godzin. Żeby zużywać mniej tlenu, ich puls zwalnia tak, że serce może bić co dziewięć minut.
RozmnażanieW celu złożenia jaj samice odbywają długie wędrówki do miejsca swego urodzenia, kierując się liniami sił pola magnetycznego Ziemi. Po wyjściu z wody poruszają się powolnie i niezdarnie. Na lądzie są niezgrabne i bezbronne. Podczołgują się poza strefę przyboju morza. Gdy samica znajdzie już odpowiednie miejsce, zaczyna przy pomocy tylnych odnóży pływnych kopać dołek, do którego złoży jaja. Jedna samica zwykle składa jaja kilka razy w odstępach 2–3 tygodni. Do jednego dołka składa ok. 50–150 jaj, a następnie przykrywa je warstwą piasku. Cała operacja zajmuje jej ok. 8 godzin, po których wraca do morza. Młode wylęgają się po ok. 2 miesiącach. Ciepło potrzebne do inkubacji jaj pochodzi ze słońca. Jeżeli temperatura jaj podniesie się powyżej 29,9 °C, embriony stają się żeńskie, a przy niższej temperaturze wylęgną się osobniki męskie. Najwięcej młodych wylęga się wieczorem i w nocy, co zwiększa szanse ich przeżycia. Po wygrzebaniu się z gniazda młode żółwie muszą jak najszybciej dostać się do morza, gdyż na lądzie czyha na nie wiele niebezpieczeństw, a szczególnie ptaki i kraby. W wodzie czekają na nie rekiny i inne duże ryby. Ich taktyką przetrwania jest trzymanie się w dużych liczebnie grupach. Gdy drapieżniki się najedzą, następne młode mają większe szanse. Wieku dorosłego dożywają nieliczne.

## Podział systematyczny
Do rodziny należą następujące rodzaje:
- Caretta Rafinesque, 1814 – jedynym występującym współcześnie przedstawicielem jest Caretta caretta (Linnaeus, 1758) – karetta[2]
- Chelonia Brongniart, 1800 – jedynym przedstawicielem jest Chelonia mydas (Linnaeus, 1758) – żółw jadalny[2][4][9]
- Eretmochelys Fitzinger, 1843 – jedynym przedstawicielem jest Eretmochelys imbricata (Linnaeus, 1766) – żółw szylkretowy[2]
- Lepidochelys Fitzinger, 1843
- Natator McCulloch, 1908 – jedynym przedstawicielem jest Natator depressus (Garman, 1880) – żółw australijski[2]